# Abdij van Bethlehem

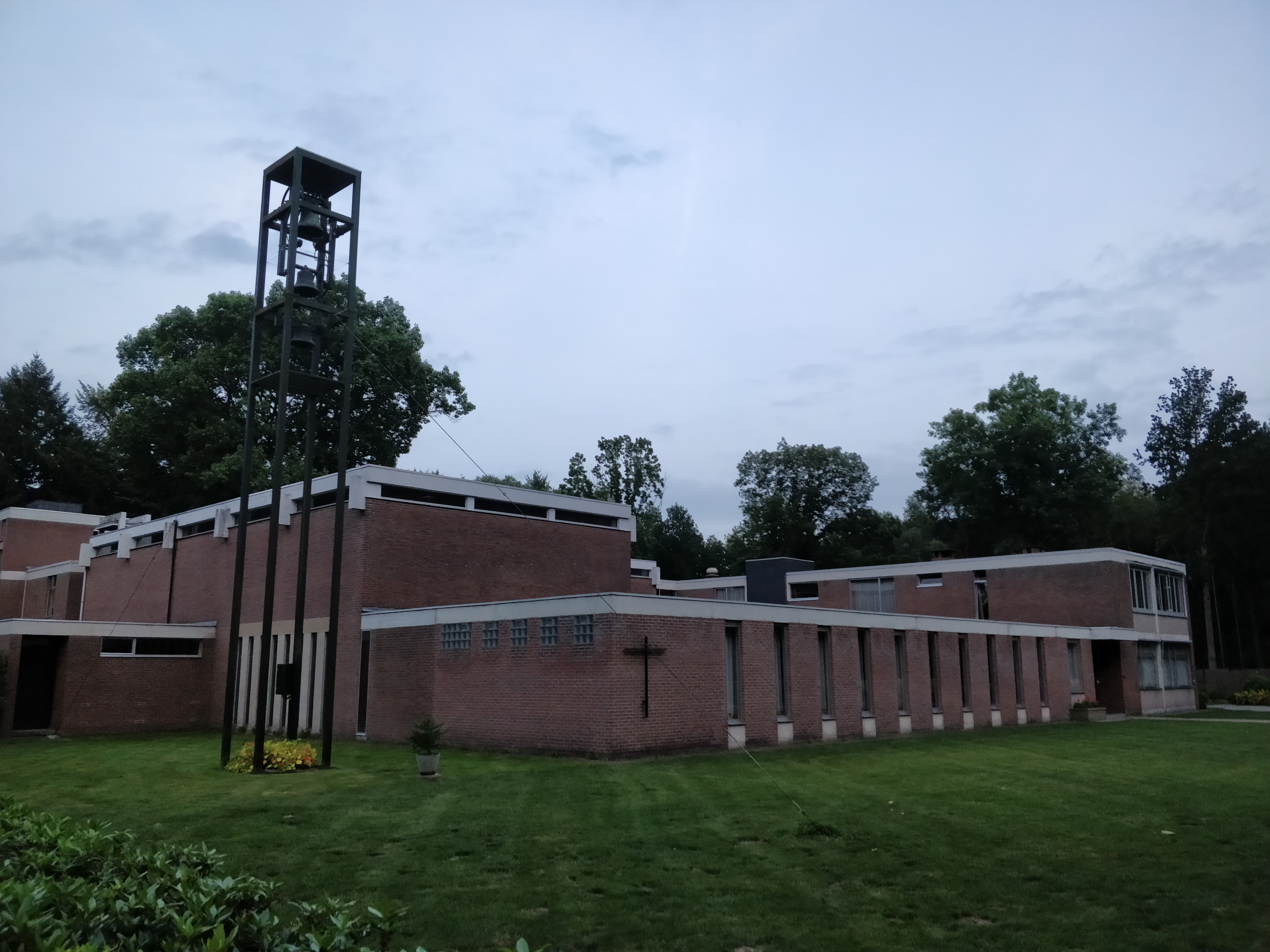
Abdij van Bethlehem

De Abdij van Bethlehem is een klooster in de Antwerpse plaats Bonheiden, gelegen aan de Zellaerdreef 5.
Deze abdij werd gesticht in 1965 door de zusters Redemptoristinnen, en deze verbleven er tot 1975. Vervolgens bewoonden de zusters Benedictinessen het klooster. Zij waren afkomstig uit Herent waar ze vanaf 1969 verbleven.
Het klooster bestaat uit een complex van moderne lage gebouwen.